# Érika Martins (álbum)
Érika Martins é o álbum homônimo e o disco de estréia da carreira-solo da ex-vocalista do grupo Penélope, a cantora/guitarrista/compositora brasileira Érika Martins.
Foi lançado em 2009, com o selo Toca Discos/Warner, gravado no estúdio Toca do Bandido e  produzido por Carlos Eduardo Miranda, Constança Scofield e Tomás Magno (co-produzido por Tom Capone)
O videoclipe da música "Sacarina", dirigido pelo clássico fotógrafo Rui Mendes, chegou a figurar entre os cinco mais assistidos no site da MTV.
A música "Lento" , uma versão da cantora para a canção da mexicana Julieta Venegas, contou com a participação da mesma no disco e no clipe.

## Faixas
1. Sacarina - Pedro Veríssimo e Iuri Freiberger
2. Lento (participação especial de: Julieta Venegas e Jorge Villamizar) - Julieta Venegas e Coti Sorokin. Versão Érika Martins e Gabriel Thomaz
3. Música de Amor - Érika Martins e Gabriel Thomaz
4. Me Provocar - Érika Martins e Gabriel Thomaz
5. Ainda Queima a Esperança - Raul Seixas e Mauro Mota
6. Vou Te Esperar - Érika Martins e Gabriel Thomaz
7. Meus Olhos São Seus - Érika Martins e Luiz Pereira
8. Quando Sim Quer Dizer Não - Renato Martins, Érika Martins e Bjorn Hovland
9. Kung Fu - Kassin
10. Você Tem Muito o que Aprender Sobre as Mulheres - Érika Martins e Gabriel Thomaz
11. Nada Sem Você - Eduardo Penna
12. Lento -  Julieta Venegas e Coti Sorokin

## Musicos
- Érika Martins - Vocais; Guitarra; Violão
- Gabriel Thomaz - Guitarra e baixo em algumas canções
- Bjorn Hovland - Guitarra.
- Carla Kieling - Baixo.
- Paula Nozari - Bateria.
- Constança Scofield - Teclados

### Convidados
- Julieta Venegas - Voz
- Jorge Villamizar - Voz